# توماس جي. دان
توماس جي. دان (بالإنجليزية: Thomas G. Dunn)‏ هو سياسي أمريكي، ولد في 9 أبريل 1921، وتوفي في 11 فبراير 1998. حزبياً، نشط في الحزب الديمقراطي. وقد انتخب عضو مجلس ولاية نيوجيرسي وانتخب عضو جمعية نيوجيرسي العامة.